# Limmu-Ennarea

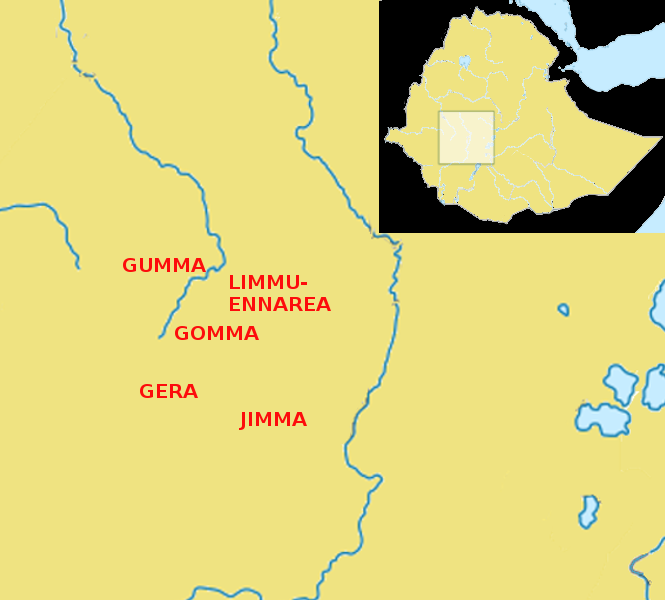
Die 5 Oroma-Königreiche in der Region Gibe

Das Königreich Limmu-Ennarea war eines von mehreren Königreichen, die sich im 19. Jahrhundert in der Region Gibe in Äthiopien bildeten. Im Osten grenzte es an Jimma, im Süden an Gomma sowie im Westen an Gumma. Jenseits der nördlichen Grenze lagen verschiedene Stämme der Macha Oromo. Limmu-Ennarea galt als das zivilisierteste der Königreiche in der Region Gibe. In den 1880er Jahren hatte es eine Bevölkerung von 10.000 bis 12.000 Menschen. Die Hauptstadt war Sakka.
Das Gebiet des ehemaligen Königreichs ist mit Wäldern bedeckt. Von Nord nach Süd verläuft ein Höhenzug von 1500 bis 2000 Metern Höhe mitten durch das Land.
Inklusive der Sklaven wurde die Bevölkerung 1880 auf etwa 40.000 geschätzt. Diese Schätzung entstand jedoch nach einer Seuche in den späten 1840er-Jahren. Mordechai Abir glaubt, dass die Bevölkerung vor dieser Katastrophe bei 100.000 lag.

## Geschichte
Das Königreich Limmu-Ennarea war die Fortführung des vorherigen Königreichs Ennarea, welches viele Jahrzehnte lang dem Eindringen der Oromo widerstanden hatte, während andere, dem äthiopischen Kaiser untergeordnete Königreiche, wie Bizamo und Konch, durch diese überrannt worden waren.
Dennoch trieb Ennarea letztlich in einen längeren Bürgerkrieg und „Mitte der zweiten Hälfte des siebzehnten Jahrhunderts, fehlte in Ennarya nicht nur ein Herrscher, vielmehr kämpften die verfehdeten Führer im Land vermutlich mehr untereinander als gegen ihren gemeinsamen Gegner.“ 1704, als der Kaiser Iyasu I. einen Feldzug südlich des Abbai unternahm und nach Gonqa, die Festung Ennareas am Gibe Fluss gelangte, traf er dort auf zwei rivalisierende Herrscher des zerfallenden Königreichs. In den Jahren nach dem Besuch des Kaisers flohen die sich bekriegenden Potentaten Schritt für Schritt in Richtung Süden ins Königreich Kaffa. Die verbliebenen Sidama wurden durch die Oromo, welche prinzipiell nicht nach ethnischer Herkunft differenzierten, in die Gesellschaft integriert.
Schließlich dominierte ein mächtiger Kriegsherr, Bofo, Sohn von Boku, mittels seines militärischen Geschicks und Ausstrahlung die Limmu Oromo. Mohammed Hassen datiert dies auf einen Zeitraum zwischen 1800 und 1802. Durch Heirat mit der Tochter Abba Rebus bildete er eine Verbindung zum Königshaus von Jimma. Jener Abba Rebu führte seine Abstammung sowohl auf das zuvor herrschende Königshaus Ennareas als auch auf einen portugiesischen Soldaten der Armee Christovão da Gamas, der sich in Ennarea niedergelassen hatte, zurück.
Abir stellt ebenfalls fest, dass laut einer anderen Überlieferung diese Ehe eine politische Vereinigung zweier rivalisierender Stämme war: der Sapera sowie der Sigaro. In jedem Fall führte dieser portugiesische Einfluss dazu, dass die Könige von Limmu-Ennarea den Titel Supera annahmen; im Gegensatz zu den Königen der übrigen Gibe Königreiche, welche sich „Moti“ nannten, was in der Sprache der Oromo ursprünglich das Amt des Kriegsführers (auch Abba Dula) beim Durchlaufen seiner Gada bezeichnete.
Im Jahr 1825 trat Bofo zurück und machte den Weg frei für seinen Sohn Abba Bagibo, unter dessen Herrschaft Limmu-Ennarea seine Blütezeit erlebte. Aufgrund von Kriegen im benachbarten Jimmu wurde die Handelsroute nach Kaffa, die durch sein Königreich führte, eifrig genutzt. Abba Bagibo förderte diesen Handel auf verschiedene Weise: einerseits durch unterstützende Maßnahmen (z. B. Schutz vor Räubern und niedrigere Zölle) und andererseits, indem er von den Händlern in Gonder, Adwa, Derita und Dawe verlangte, sich mit jenen aus Kaffa und Gebieten südlich davon in Sakka zu treffen.
Unter Abba Bagibo konvertierte das Königreich Limmu-Ennarea eher aus politischen Gründen denn Überzeugung zum Islam. Als katholische Missionare 1846 eine Mission im Königreich eröffneten, entgegnete ihnen der König: „Wärt ihr 30 Jahre zuvor gekommen, hätte nicht allein ich, sondern mein gesamtes Reich eure Religion begeistert angenommen. Nun ist es jedoch unmöglich.“
Mit dem Sieg Jimmas über die Badi-Folla 1847 öffnete sich die alte und bessere Handelsroute zwischen Kaffa und Shewa wieder. Trotz den von Abba Bagido später durchgeführten Maßnahmen besiegelte dies die Blütezeit von Limmu-Ennarea. Nach dem Tod von Abba Bagido 1861 folgte dessen untalentierter Sohn auf den Thron. Dieser war ein fanatischer Muslim und beschleunigte den Untergang des Königreichs.
Limmu-Ennarea wurde 1891 durch Dejazmach im Auftrag des Kaisers Menelik II. erobert. Der Dejazmach ließ anschließend in der Nähe des königlichen Palastes eine Kirche errichten, die St. Marqos geweiht wurde. Abba Bagibo, der Sohn des letzten Königs Abba Gomoli, trat aus politischen Erwägungen zum Christentum über, änderte seinen Namen in Gabra Selassie und wurde Fitawrari im Äthiopischen Kaiserreich.